# Raycadenco ecuadorensis
Raycadenco ecuadorensis är en orkidéart som beskrevs av Dodson. Raycadenco ecuadorensis ingår i släktet Raycadenco och familjen orkidéer. Inga underarter finns listade i Catalogue of Life.